# 1883 (Fernsehserie)
1883 ist eine US-amerikanische Drama- und Western-Miniserie von Taylor Sheridan, deren 10 Episoden 2021 und 2022 vom Streaming-Dienst Paramount+ in den USA erstausgestrahlt wurden. In der Serie, die auch als Anti-Western beschrieben wird, spielen Tim McGraw, Faith Hill, Sam Elliott, Isabel May, LaMonica Garrett, Marc Rissmann, Audie Rick, Eric Nelsen und James Landry Hébert. Die Geschichte ist chronologisch die erste von mehreren Vorgeschichten zu Sheridans Yellowstone und beschreibt, wie die Duttons in den Besitz des Landes kamen, aus dem die Yellowstone Ranch werden sollte. Es ist die zweite Serie im Rahmen der Yellowstone-Reihe und das Prequel zur namensgebenden ersten Serie.
Mit Lawmen: Bass Reeves erschien im November 2023 ein Ableger (engl. Spin-off) zu 1883, der aber nichts – anders als ursprünglich geplant – mit der Geschichte von Yellowstone zu tun hat.

## Handlung
Die Serie folgt einer früheren Generation der Familie Dutton aus der Fernsehserie Yellowstone, die mit einem Siedlertreck von Fort Worth, Texas, bis nach Montana reist, wo sie die spätere Yellowstone-Ranch gründet.

## Besetzung und Synchronisation
Die Synchronisation entstand nach einem Dialogbuch von Gerd Naumann und Satria Anthony Sudarbo für Studio Hamburg Synchron. Naumann führte auch die Dialogregie.
| Rolle                  | Darsteller          | Hauptrolle (Episoden) | Nebenrolle (Episoden) | Synchronsprecher     |
| ---------------------- | ------------------- | --------------------- | --------------------- | -------------------- |
| Shea Brennan           | Sam Elliott         | 1.01–1.10             |                       | Reiner Schöne        |
| James Dutton           | Tim McGraw          | 1.01–1.10             |                       | Michael Lott         |
| Margaret Dutton        | Faith Hill          | 1.01–1.10             |                       | Susanne Sternberg    |
| Elsa Dutton            | Isabel May          | 1.01–1.10             |                       | Luisa Wietzorek      |
| Thomas                 | LaMonica Garrett    | 1.01–1.10             |                       | Matti Klemm          |
| Josef                  | Marc Rissmann       | 1.01–1.10             |                       | Marc Rissmann        |
| John Dutton Sr.        | Audie Rick          | 1.01–1.10             |                       | Ben Fresenius        |
| Ennis                  | Eric Nelsen         | 1.01–1.05             |                       | Tim Kreuer           |
| Wade                   | James Landry Hébert | 1.01–1.10             |                       | Rainer Fritzsche     |
| Colton                 | Noah Le Gros        | 1.06–1.10             |                       | Sebastian Kluckert   |
| Noemi                  | Gratiela Brancusi   |                       | 1.01–1.10             | Andra Kennedy        |
| Risa                   | Anna Fiamora        |                       | 1.01–1.10             | Katharina von Keller |
| Alina                  | Amanda Jaros        |                       | 1.01–1.09             | Anna Kumosiak        |
| Marshal Jim Courtright | Billy Bob Thornton  |                       | 1.02                  | Joachim Tennstedt    |
| General George Meade   | Tom Hanks           |                       | 1.02                  | Joachim Tennstedt    |
| Spotted Eagle          | Graham Greene       |                       | 1.10                  | Jürgen Kluckert      |
| Carolyn                | Rita Wilson         |                       | 1.06                  |                      |
| Cookie                 | James Jordan        |                       | 1.06–1.09             |                      |
| Charles Goodnight      | Taylor Sheridan     |                       | 1.07–1.08             | Mike Olsowski        |

## Episodenliste
| Nr. | Deutscher Titel             | Originaltitel           | Erstausstrahlung USA | Deutschsprachige Erstausstrahlung (D) | Regie                     | Drehbuch        |
| --- | --------------------------- | ----------------------- | -------------------- | ------------------------------------- | ------------------------- | --------------- |
| 1   | 1883                        | 1883                    | 19. Dez. 2021        | 8. Dez. 2022                          | Taylor Sheridan           | Taylor Sheridan |
| 2   | Den Abgrund im Rücken       | Behind Us, a Cliff      | 19. Dez. 2021        | 8. Dez. 2022                          | Ben Richardson            | Taylor Sheridan |
| 3   | Der Fluss                   | River                   | 26. Dez. 2021        | 15. Dez. 2022                         | Christina Alexandra Voros | Taylor Sheridan |
| 4   | Die Überquerung             | The Crossing            | 9. Jan. 2022         | 22. Dez. 2022                         | Christina Alexandra Voros | Taylor Sheridan |
| 5   | Die Freiheit hat Zähne      | The Fangs of Freedom    | 16. Jan. 2022        | 29. Dez. 2022                         | Christina Alexandra Voros | Taylor Sheridan |
| 6   | Dem Teufel wird langweilig  | Boring the Devil        | 30. Jan. 2022        | 5. Jan. 2023                          | Ben Richardson            | Taylor Sheridan |
| 7   | Blitzgelbes Haar            | Lightning Yellow Hair   | 6. Feb. 2022         | 12. Jan. 2023                         | Christina Alexandra Voros | Taylor Sheridan |
| 8   | Die Tränen der Kapitulation | The Weep of Surrender   | 13. Feb. 2022        | 19. Jan. 2023                         | Ben Richardson            | Taylor Sheridan |
| 9   | Rasende Wolken              | Racing Clouds           | 20. Feb. 2022        | 26. Jan. 2023                         | Ben Richardson            | Taylor Sheridan |
| 10  | Dies ist nicht euer Himmel  | This Is Not Your Heaven | 27. Feb. 2022        | 2. Feb. 2023                          | Ben Richardson            | Taylor Sheridan |

## Rezeption
1883 hatte im Dezember 2021 den erfolgreichsten Start einer Fernsehserie in den USA seit 2015.
Rotten Tomatoes, eine Aggregatorseite, wertete für die erste Staffel der Serie 24 Kritiken aus, von denen sie 21 als fresh (‚eher positiv’) und drei als rotten (‚eher negativ’) einordnete. Dies entspricht einem Anteil von 88 % für die positiven Kritiken („Tomatometer-Ranking“). Die durchschnittliche Bewertung lag bei 7,5 von 10 Punkten.